# Ищино (Новгородская область)
Ищино́ — деревня в Старорусском районе Новгородской области, входит в состав Новосельского сельского поселения. Площадь территории деревни 9,9 га.
Расположена в 4 км к востоку от автодороги Старая Русса — Холм, на левом берегу реки Порусья. Ближайшие населённые пункты — деревни Зуи (1 км к югу), Жуково (2,4 км к востоку).
В Новгородской земле эта местность относилась к Шелонской пятине. До апреля 2010 года деревня входила в состав ныне упразднённого Пробужденского сельского поселения.

## Население
| 2010 | 2011 |
| ---- | ---- |
| 7    | ↗8   |